# Viktoria Wilhelmsburg
Viktoria Wilhelmsburg war ein Sportverein aus dem Hamburger Stadtteil Wilhelmsburg. Die erste Fußballmannschaft spielte drei Jahre in der Nordmark, Gauliga Niedersachsen bzw. Gauliga Hamburg.

## Geschichte
Am 5. Juni 1910 wurde der Wilhelmsburger FC gegründet, der Ende des gleichen Jahres mit dem ebenfalls 1910 gegründeten FC Viktoria Wilhelmsburg zum Wilhelmsburger FC Viktoria fusionierte. Am 26. März 1917 schloss sich der FC Hertha Wilhelmsburg dem Verein an.
Im Jahre 1919 stieg die Viktoria in die Kreisliga Nordhannover auf. Nach dem Abstieg folgte der Aufstieg in die Hamburger Elbekreisliga. Nach nur einem Jahr wurde der Verein in die niedersächsische Bezirksliga Nordhannover eingruppiert, dessen Meister die Viktoria im Jahre 1927 wurde. Bei der Norddeutschen Meisterschaft scheiterten die Wilhelmsburger in der Qualifikation gegen Holstein Kiel, erreichten in der so genannten Trostrunde den zweiten Platz hinter Altona 93. Drei Jahre später standen sich die Viktoria unter Lokalrivale Wilhelmsburg 09 im Entscheidungsspiel um die Meisterschaft gegenüber. Hier setzte sich 09 im Wiederholungsspiel mit 3:2 durch. Im Jahre 1933 erreichte die Viktoria ihre zweite Meisterschaft von Nordhannover, scheiterten aber in der Vorrunde der Norddeutschen Meisterschaft an Arminia Hannover.
1933 gehörten die Wilhelmsburger zu den Gründungsmitgliedern der Gauliga Nordmark. Nachdem in der Saison 1933/34 ein vierter Platz erreicht wurde, musste der Verein in die Gauliga Niedersachsen wechseln und stieg aufgrund des schlechteren Torquotienten gegenüber Hildesheim 06 ab. Im Jahre 1942 kehrte die Viktoria in die höchste Spielklasse zurück, als der Verein in die neu geschaffene Gauliga Hamburg aufgenommen wurde, aber nach einem Jahr wieder abstieg. Nach dem Zweiten Weltkrieg qualifizierte sich die Viktoria für die Hamburger Stadtliga, verpasste aber 1947 die Qualifikation zur Oberliga Nord. In der Folgezeit wurde die Viktoria zu einer Fahrstuhlmannschaft zwischen Amateurliga und Verbandsliga, ehe ab 1957 die dritt- und ab 1964 viertklassige Verbandsliga zur dauerhaften Heimat des Vereins wurde. Im Jahre 1962 wurde der Sportplatz des Vereins durch die Sturmflut zerstört. Im Jahre 1970 stieg die Mannschaft auch aus der Verbandsliga ab und kehrte zwei Jahre später zurück.
Am 1. Juli 1974 fusionierte die Viktoria mit dem TSV Veddel zum TSC Viktoria Wilhelmsburg-Veddel, der im Jahre 2003 mit dem Wilhelmsburger FV und dem TV Jahn Wilhelmsburg zum SV Wilhelmsburg fusionierte.

## Persönlichkeiten
- Edmund Adamkiewicz
- Holger Dieckmann
- Dirk Zander